# Serieport

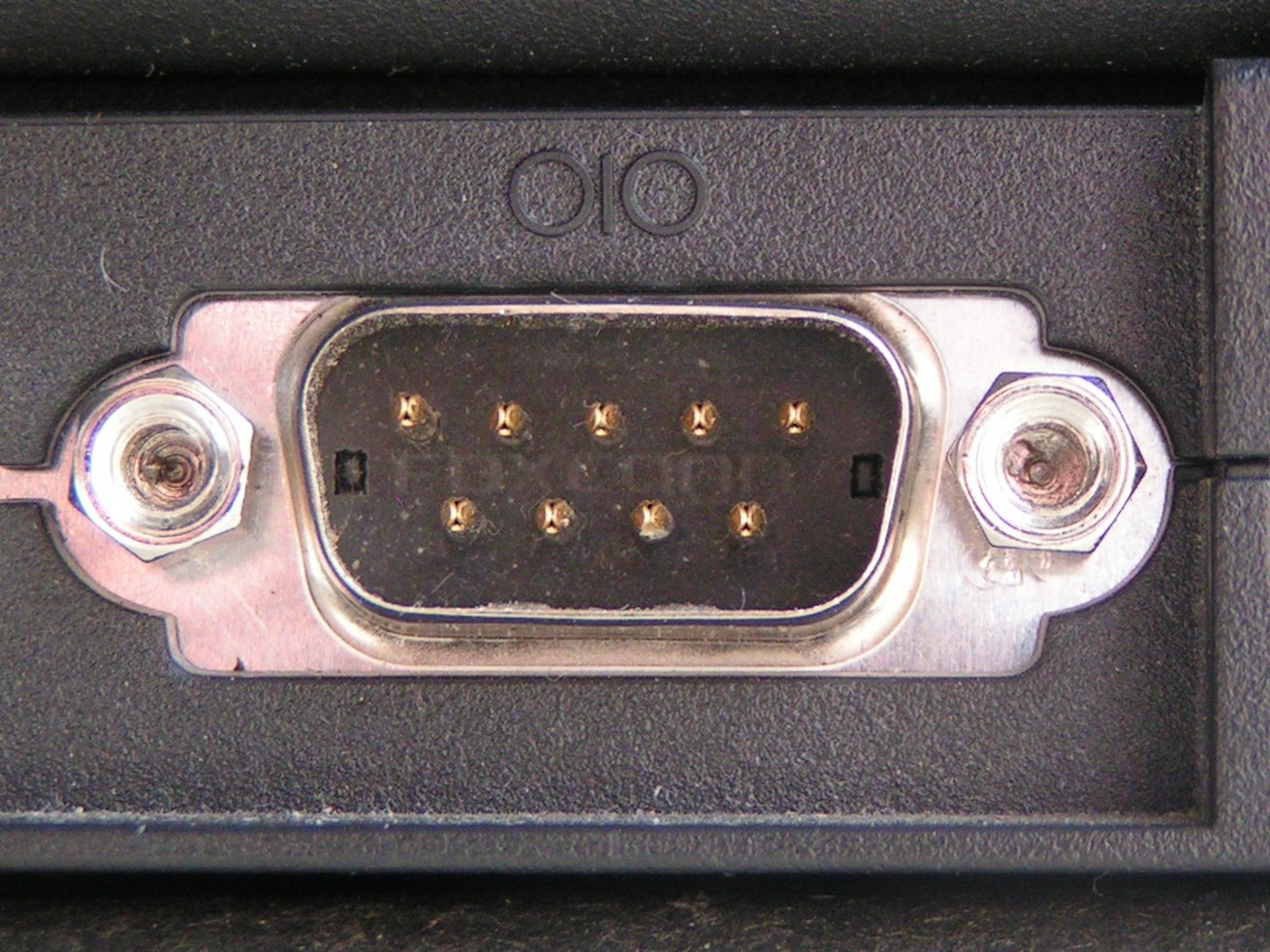
En hankontakt av DE-9-typ för en serieport på en PC-dator.

En serieport är ett hårdvarugränssnitt genom vilken informationen överförs en bit i taget (till skillnad från parallellportar). Genom persondatorernas historia har data överförts genom serieportar till extern hårdvara som datorterminaler, möss eller modem.
Även om gränssnitt som Ethernet, FireWire, och USB också skickar data som en seriell ström, brukar termen "serieport" användas specifikt för att beteckna hårdvara som är mer eller mindre kompatibel med RS-232-standarden, som är avsedd att användas som gränssnitt mot modem eller liknande kommunikationsutrustning.
För det mesta har USB-gränssnittet ersatt serieportar – år 2007 hade moderna datorer ofta inte ens en serieport alls, eftersom den uteslutits av kostnadshänsyn.
Serieportar är dock fortfarande mycket vanliga på mätinstrument av olika typer vilket skapar problem då omvandlare som skall förmedla mellan USB och serieport inte alltid fungerar som avsett.
Anslutningarna på den 9/25-poliga RS-232-kontakten har normalt följande funktioner:
- 1/8  : DCD (Data Carrier Detect), anger huruvida en kommunikationslänk etablerats
- 2/3  : Rx  (Receive data), inkommande data
- 3/2  : Tx  (Transmit data), utgående data
- 4/20 : DTR (Data Terminal Ready), anger att DT är redo; vid kommunikation mellan dator och modem är detta datorn, men den mesta kringutrustningen är också DT, vilket förutsätter specialarrangemang
- 5/7  : SG  (Signal Ground), gemensam referensspänning
- 6/6  : DSR (Data Set Ready), anger att DS är reda, vanligen modemet; för att koppla ihop två DT-enheter korskopplar man ledarna, så att den enas DTR blir den andras DSR, och lika för de andra signalerna
- 7/4  : RTS (Request To Send), DT signalerar att man vill kommunicera
- 8/5  : CTS (Clear To Send), DS svarar att den är klar att förmedla data; RTS och CTS används för flödeskontroll, så att DS kan varna DT om bufferten för mottagande av data håller på att bli full
- 9/22 : RI  (Ring Indicator), DS (ett telefonmodem) anger att den mottar ringsignal, kan användas för att "väcka" datorn, som sedan förväntas instruera modemet att "lyfta luren", i det ursprungliga användningsscenariot

Ofta används 4-pariga ledare, vilket betyder att alla signaler inte kan förmedlas. I en del kablar är endast Rx, Tx och SG kopplade. Motsvarande gäller RS232-kontakten, varav i synnerhet 25-poliga versioner sällan har alla poler kopplade.